# Codex Ambrosianus C. 313 Inf.
Der Codex Ambrosianus C 313 ist eine Pergamenthandschrift, die in der zweiten Hälfte des 8. oder dem Beginn des 9. Jahrhunderts in syrischer Sprache geschrieben wurde. Sie enthält den Text der prophetischen und der poetischen Bücher der Bibel, als Übersetzung der griechischen Hexapla-Fassung des Origenes. Sie ist die bedeutendste und umfangreichste erhaltene Handschrift der Syrohexapla und hat wegen der hohen Textgenauigkeit der Übersetzung eine Bedeutung für die Rekonstruktion des frühen Septuagintatextes der Bibel. Sie besteht aus 193 Blättern.
Der Codex befindet sich in der Biblioteca Ambrosiana in Mailand mit der Signatur C 313 inf.

## Edition
- Antonio Maria Ceriani: Codex Syro-Hexaplaris Ambrosianus (= Monumenta Sacra et Profana 7). Mailand 1874.